# Mansur Ushurma
El jeque al-Mansur Ushurma ("El Elevado") (1760–1794) Caudillo checheno que encabezó la resistencia contra la expansión imperialista de la zarina Catalina la Grande en el Cáucaso a finales del siglo XVIII. Es considerado un héroe nacional checheno.

## Juventud
Nacido en el aul de Aldi, cerca del río Sunzha, en el seno del teip Elistanzhjói, recibió el nombre de Ushurma, pero sería conocido como jeque Mansur. 
Otra versión, controvertida, tiene su origen en el hallazgo, en 1876, de unas cartas por un profesor de Turín, supuestamente dirigidas por Mansur al padre del profesor. En ellas, el jeque revela que en realidad era un italiano de nombre Giovanni Battista Boetti, nacido en Camino (Monferrato, Piamonte) el 2 de enero de 1743. A principios de la década de 1770, Boetti ingresó en los dominicos y fue enviado como misionero a Mosul (en el actual Irak), donde sus amoríos con la hija de un pachá local causaron un escándalo. El rastro de Boetti se pierde en 1780. Las cartas explicarían que Boetti se convirtió al islam, viajó al Cáucaso y, con el nombre de Mansur, se convirtió en el líder de la lucha de esa región contra el Imperio ruso. Las "Cartas de  Boetti" han sido objeto de controversia desde su descubrimiento, afirmando algunos investigadores que se trata de una broma del siglo XVIII o una falsificación del XIX.

## Caudillo checheno
En 1784, el jeque Mansur, ahora imán, descontento con el acercamiento ruso al Cáucaso Norte, declaró una Ghazawat (yihad) contra los rusos. Tras recibir instrucción en una escuela del sufismo naqshbandi en Daguestán, regresó a Chechenia y ordenó a los chechenos que abandonaran muchas de sus antiguas prácticas paganas, como el culto a los muertos, que dejaran de fumar tabaco y que reemplazaran las costumbres y leyes tradicionales (adat) por la sharía, la ley islámica, con la intención de conseguir la unidad musulmana. Esta no era tarea fácil en una tierra donde la gente vivía según sus viejas tradiciones, costumbres y rituales. La tradición islámica en Chechenia, especialmente en las montañas, no era tan fuerte como en Daguestán. De todos modos, la guerra santa que declaró unió a los distintos clanes chechenos.
En 1785, Mansur y sus partidarios derrotaron a las fuerzas rusas en la batalla del río Sunzha. Los documentos históricos muestran que el coronel ruso Pieri y 600 hombres murieron en ella. El jeque Mansur reunió a los combatientes de la resistencia desde Daguestán a Kabardia. La mayoría de sus fuerzas, que en diciembre de 1785 superaban los 12.000 hombres, eran daguestaníes o chechenos. Sin embargo, Mansur fue derrotado cuando quiso penetrar en territorio ruso, fracasando en la toma del fuerte de Kizlyar. Poco después, fracasó en la captura de Tatarup (Kabardia). Tras estos ataques, los rusos reforzaron la fortificación de sus asentamientos y Catalina la Grande retiró sus tropas de Georgia hasta la línea del río Térek.
En 1786, las tropas rusas abandonaron el nuevo fuerte de Vladikavkaz, que no volvería a ser ocupado hasta 1803. De 1787 a 1791, durante la guerra ruso-turca de 1787-1792, Mansur se trasladó a la región de Adigueya, en el Cáucaso noroccidental, donde trató de reforzar las tradiciones islámicas. Dirigió a los adigueses y a los nogáis en ataques contra los rusos, pero fue derrotado en diversas ocasiones, como en la batalla del río Tojtamish. En junio de 1791, Mansur fue capturado en la fortaleza turca de Anapa, a orillas del mar Negro. Trasladado a San Petersburgo, fue encarcelado a perpetuidad. Murió en abril de 1794 en la fortaleza de Shlisselburg.
La novela póstuma Hadji Murat, León Tolstói describe a Mansur como un reverenciado gran imán.